# 8578 Shojikato
8578 Shojikato este un asteroid din centura principală, descoperit pe 19 noiembrie 1996, de Takao Kobayashi.